# Jerzy Stryjecki

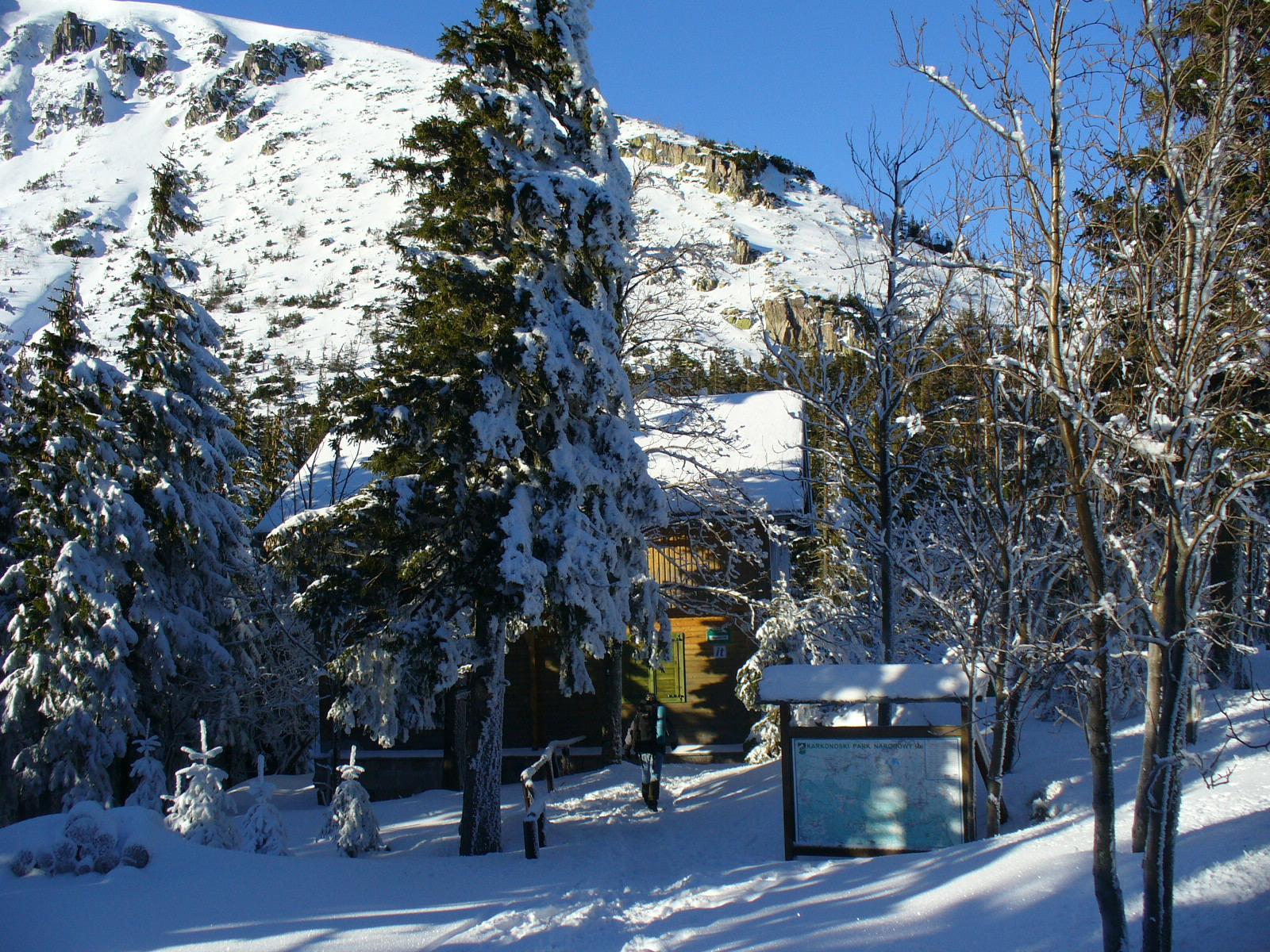
Domek Myśliwski koło Małego Stawu w Karkonoszach – dawna posiadłość hrabiów Schaffgotsch, potem schronisko Zrzeszenia Studentów Polskich, obecnie punkt informacyjny Karkonoskiego Parku Narodowego,

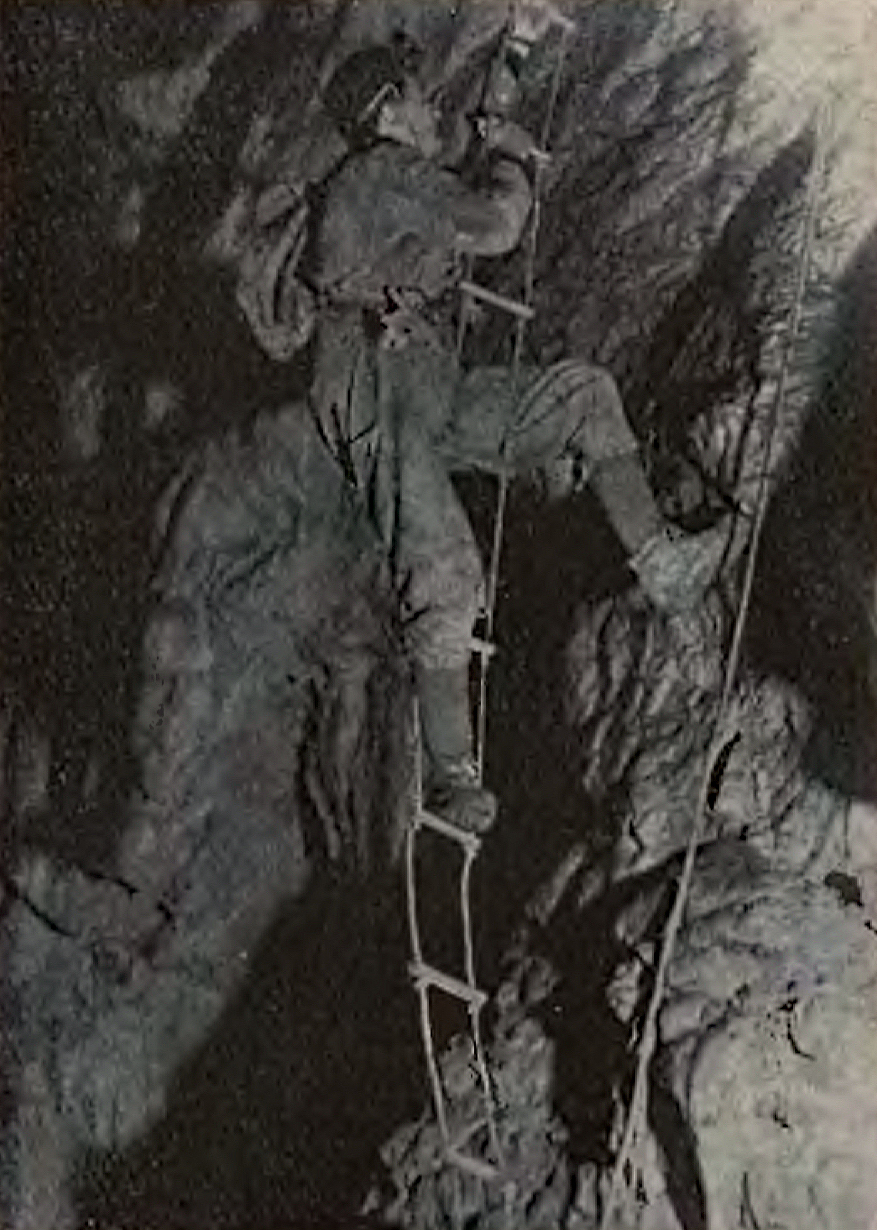
Wspinaczka w Kominach Królewskich w Jaskini Czarnej, 1961, fot. Janusz Rabek

Jerzy Stanisław Stryjecki, ps. Bakteria (ur. 11 listopada 1940 w Zaklikowie) – polski adwokat, działacz społeczny, taternik, alpinista i grotołaz.

## Życiorys

### Działalność zawodowa
Jest synem Jerzego (1911–1999), lekarza, i Wandy (1913–2001) z domu Kochańskiej. Maturę uzyskał w 1958 w II Liceum Ogólnokształcącym w Bytomiu. W 1966 ukończył studia prawa na Uniwersytecie Wrocławskim. Egzamin sędziowski złożył w 1968 i podjął aplikację adwokacką. W latach 1996–2020 prowadził w Bytomiu własną kancelarię adwokacką. Od 1986 posiadał dom i udzielał się społecznie w Karpaczu. Mieszka w Bytomiu.

### Działalność społeczna
Był działaczem Klubu Sportowego Górnik Bytom działającego w konkurencji tenisa ziemnego. W latach 1960–1970 był czynnym zawodnikiem, a w 1990 został wybrany wiceprezesem Klubu ds. organizacyjnych.
W latach 60. XX wieku był inicjatorem odbudowy i pierwszym gospodarzem Domku Myśliwskiego położonego poniżej Małego Stawu w Karkonoszach, w kilka lat po powstaniu Karkonoskiego Parku Narodowego i po wydzierżawieniu Domku w 1964 przez Zrzeszenie Studentów Polskich. Rejon Domku był wtedy uważany za możliwe miejsce ukrycia domniemanych skarbów niemieckich. W tym samym okresie badał podziemia Zamku Książ koło Wałbrzycha.
Kandydował w 1998 z listy Śródmieście Wschód Okręg nr 6 z listy Unii Wolności w wyborach samorządowych do Rady Miasta Bytomia.
Był prezesem Klubu Sportowego „Śnieżka” w Karpaczu w latach 2008–2012. Klub wychował narciarzy alpejskich juniorów na poziomie europejskim. W Karpaczu był także przewodniczącym Rady Nadzorczej Miejskiej Kolei Linowej.

### Działalność górska i jaskiniowa
Był długoletnim członkiem Sekcji Grotołazów Wrocław i uczestniczył w wyprawach jaskiniowych. Był prezesem Sekcji w 1964. Brał udział w licznych wyprawach eksploracyjnych do odkrytej w 1961 przez członków Sekcji Jaskini Czarnej. W sierpniu 1962 był członkiem trzyosobowej grupy, która odkryła 300 m nowych korytarzy. W 1965 kierował jedną z kolejnych wypraw do jaskini Czarnej. W 1966 uczestniczył w wyprawie do jaskini pod Triglavem w Alpach Julijskich. W tym samym roku był współorganizatorem międzynarodowego Seminarium Ratownictwa Jaskiniowego na Polanie Chochołowskiej w Tatrach Zachodnich.
W 1987 przeszedł razem z Januszem Fereńskim ścianę Cima del Burèl w Dolomitach. Było to upamiętnienie pokonania przez Fereńskiego, Romana Bebaka i Ryszarda Zawadzkiego tej skrajnie trudnej ściany 20 lat wcześniej. W 32. rocznicę odkrycia Jaskini Czarnej uczestniczył w grudniu 1993 w spotkaniu na hali Ornak wszystkich odkrywców i eksploratorów.
W środowisku górskim i jaskiniowym jest znany jako „Bakteria”.